# Fabian de Abreu
Fabian Maria Lago Vilela de Abreu (Rio de Janeiro, 24 oktober 1997) is een Braziliaans-Spaans voetballer die doorgaans als verdediger speelt.

## Carrière
De Abreu debuteerde in het profvoetbal in de Campeonato Catarinense namens Avaí FC op 26 maart 2018 in de met 2-1 verloren wedstrijd tegen CA Tubarão. Na een halfjaar Rio Branco AC kwam hij vervolgens terecht bij FC Dordrecht waar hij na een proefperiode een contract tekende voor één jaar.

### Statistieken
| Seizoen                    | Club           | Land           | Competitie          | Competitie | Competitie | Beker | Beker | Overig | Overig | Totaal | Totaal |
| Seizoen                    | Club           | Land           | Competitie          | Wed.       | Dlp.       | Wed.  | Dlp.  | Wed.   | Dlp.   | Wed.   | Dlp.   |
| -------------------------- | -------------- | -------------- | ------------------- | ---------- | ---------- | ----- | ----- | ------ | ------ | ------ | ------ |
| 2018                       | Avaí FC        | Brazilië       | Série B             | 0          | 0          | 0     | 0     | 1      | 0      | 1      | 0      |
| 2018/19                    | Rio Branco AC  | Brazilië       | Campeonato Capixaba | –          | –          | –     | –     | –      | –      | –      | –      |
| 2019/20                    | FC Dordrecht   | Nederland      | Eerste divisie      | 0          | 0          | 0     | 0     | 0      | 0      | 0      | 0      |
| Carrièretotaal             | Carrièretotaal | Carrièretotaal | Carrièretotaal      | 0          | 0          | 0     | 0     | 1      | 0      | 1      | 0      |
| Bijgewerkt op 18 juli 2019 |                |                |                     |            |            |       |       |        |        |        |        |